# Lista de vice-presidentes do Brasil por nascimento
|                                                                                     |  |                                                                                      |
| Floriano Peixoto, vice-presidente que nasceu há mais tempo, em 30 de abril de 1839. |  | Hamilton Mourão, vice-presidente que nasceu há menos tempo, em 15 de agosto de 1953. |

Esta é uma lista de vice-presidentes do Brasil por tempo no cargo, contendo informações sobre a data de nascimento, a cidade em que nasceram e seus nomes de batismo, além de comparações e estatísticas diversas envolvendo as datas  os lugares. Compreende todas as pessoas que assumiram a vice-presidência e estão presentes na lista da Biblioteca da Presidência da República.
O vice-presidente com a data de nascimento mais antiga é Floriano Peixoto, que nasceu em 30 de abril de 1839, há 185 anos e 336 dias (67907 dias); o que nasceu há menos tempo foi Hamilton Mourão, em 15 de agosto de 1953, portanto há 71 anos e 219 dias (30900 dias). Aureliano Chaves é o que nasceu no dia do calendário mais recente, 13 de janeiro, enquanto que Afonso Pena possui a data de aniversário mais tardia, 30 de novembro. Outubro é o mês em que mais nasceram vice-presidentes brasileiros (cinco). Os dias 3 e 30 são aqueles nos quais nasceram mais vice-presidentes (três). A menor diferença entre dois nascimentos corresponde ao período entre os nascimentos de Adalberto dos Santos e Augusto Rademaker (30 dias). A maior diferença entre dois nascimentos é 12 anos, 9 meses e 18 dias (4 667 dias), referente ao espaço entre os nascimentos de Rademaker e João Goulart. A diferença de tempo entre o primeiro e o último nascimento de um vice-presidente é de 114 anos, 3 meses e 16 dias (37 036 dias).

## Lista dos vice-presidentes
Em parênteses, ordem desconsiderando os que não tomaram posse.
| #       | OH | Vice-presidente      | Data de nascimento      | Nome de batismo                       | Local do nascimento        | Presidente                | Ref.              |
| ------- | -- | -------------------- | ----------------------- | ------------------------------------- | -------------------------- | ------------------------- | ----------------- |
| 1       | 1  | Floriano Peixoto     | 30 de abril de 1839     | Floriano Vieira Peixoto               | Maceió, AL                 | Deodoro da Fonseca        | [ 2 ]             |
| 2       | 4  | Afonso Pena          | 30 de novembro de 1847  | Affonso Augusto Moreira Penna         | Santa Bárbara, MG          | Rodrigues Alves           | [ 3 ]             |
| 3       | —  | Silviano Brandão     | 7 de março de 1848      | Francisco Silviano de Almeida Brandão | Silvianópolis, MG          | Rodrigues Alves           | [ nota 3 ]        |
| 4 (3)   | 2  | Manuel Vitorino      | 30 de janeiro de 1853   | Manoel Victorino Pereira              | Salvador, BA               | Prudente de Morais        | [ 4 ]             |
| 5 (4)   | 3  | Rosa e Silva         | 4 de outubro de 1857    | Francisco de Assis Rosa e Silva       | Recife, PE                 | Campos Sales              | [ 5 ]             |
| 6 (5)   | 7  | Urbano Santos        | 3 de fevereiro de 1859  | Urbano Santos da Costa Araújo         | Guimarães, MA              | Venceslau Brás            | [ 6 ]             |
| 7 (6)   | 9  | Bueno de Paiva       | 17 de setembro de 1861  | Francisco Álvaro Bueno de Paiva       | Andradas, MG               | Epitácio Pessoa           | [ 8 ]             |
| 8 (7)   | 5  | Nilo Peçanha         | 2 de outubro de 1867    | Nilo Procópio Peçanha                 | Campos dos Goytacazes, RJ  | Afonso Pena               | [ 9 ]             |
| 9 (8)   | 6  | Venceslau Brás       | 26 de fevereiro de 1868 | Wenceslau Braz Pereira Gomes          | Brazópolis, MG             | Hermes da Fonseca         | [ 11 ]            |
| 10 (9)  | 8  | Delfim Moreira       | 7 de novembro de 1868   | Delfim Moreira da Costa Ribeiro       | Cristina, MG               | Epitácio Pessoa           | [ 8 ]             |
| 11 (10) | 10 | Estácio Coimbra      | 22 de outubro de 1872   | Estácio de Albuquerque Coimbra        | Barreiros, PE              | Artur Bernardes           | [ 12 ]            |
| 12      | —  | Vital Soares         | 13 de novembro de 1874  | Vital Henrique Batista Soares         | Valença, BA                | Júlio Prestes             | [ 13 ] [ nota 6 ] |
| 13 (11) | 11 | Melo Viana           | 15 de março de 1878     | Fernando de Mello Vianna              | Sabará, MG                 | Washington Luís           | [ 14 ]            |
| 14 (12) | 12 | Nereu Ramos          | 3 de setembro de 1888   | Nereu de Oliveira Ramos               | Lages, SC                  | Eurico Gaspar Dutra       | [ 15 ]            |
| 15 (13) | 13 | Café Filho           | 3 de fevereiro de 1899  | João Fernandes Campos Café Filho      | Natal, RN                  | Getúlio Vargas            | [ 16 ]            |
| 16 (14) | 15 | José Maria Alkmin    | 11 de junho de 1901     | José Maria de Alkmim                  | Bocaiuva, MG               | Castelo Branco            | [ 17 ]            |
| 17 (15) | 16 | Pedro Aleixo         | 1 de agosto de 1901     | Pedro Aleixo                          | Mariana, MG                | Costa e Silva             | [ 18 ]            |
| 18 (16) | 18 | Adalberto dos Santos | 11 de abril de 1905     | Adalberto Pereira dos Santos          | Taquara, RS                | Ernesto Geisel            | [ 19 ]            |
| 19 (17) | 17 | Augusto Rademaker    | 11 de maio de 1905      | Augusto Hamann Rademaker Grünewald    | Rio de Janeiro, RJ         | Emílio Garrastazu Médici  | [ 20 ]            |
| 20 (18) | 14 | João Goulart         | 1º de março de 1918     | João Belchior Marques Goulart         | São Borja, RS              | Juscelino Kubitschek      | [ 21 ] [ 22 ]     |
| 20 (18) | 14 | João Goulart         | 1º de março de 1918     | João Belchior Marques Goulart         | São Borja, RS              | Jânio Quadros             | [ 21 ] [ 22 ]     |
| 21 (19) | 19 | Aureliano Chaves     | 13 de janeiro de 1929   | Antônio Aureliano Chaves de Mendonça  | Três Pontas, MG            | João Figueiredo           | [ 23 ]            |
| 22 (20) | 20 | José Sarney          | 24 de abril de 1930     | José Ribamar Ferreira de Araújo Costa | Pinheiro, MA               | Tancredo Neves            | [ 24 ]            |
| 23 (21) | 21 | Itamar Franco        | 28 de junho de 1930     | Itamar Augusto Cautiero Franco        | Mar territorial brasileiro | Fernando Collor           | [ 26 ]            |
| 24 (22) | 23 | José Alencar         | 17 de outubro de 1931   | José Alencar Gomes da Silva           | Muriaé, MG                 | Luiz Inácio Lula da Silva | [ 27 ]            |
| 25 (23) | 22 | Marco Maciel         | 21 de julho de 1940     | Marco Antonio de Oliveira Maciel      | Recife, PE                 | Fernando Henrique Cardoso | [ 28 ]            |
| 26 (24) | 24 | Michel Temer         | 23 de setembro de 1940  | Michel Miguel Elias Temer Lulia       | Tietê, SP                  | Dilma Rousseff            | [ 29 ]            |
| 27 (25) | 26 | Geraldo Alckmin      | 7 de novembro de 1952   | Geraldo José Rodrigues Alckmin Filho  | Pindamonhangaba, SP        | Luiz Inácio Lula da Silva |                   |
| 28 (26) | 25 | Hamilton Mourão      | 15 de agosto de 1953    | Antônio Hamilton Martins Mourão       | Porto Alegre, RS           | Jair Bolsonaro            |                   |

## Nascimentos por século e década
No total, 15 vice-presidentes nasceram no século XIX, enquanto 13 nasceram no século XX. Contabilizando por década:
| 1830 (1) • Floriano Peixoto (1839)                                                                              |
| 1840 (2) • Afonso Pena (1847), Silviano Brandão (1848)                                                          |
| 1850 (3) • Manuel Vitorino (1953), Rosa e Silva (1857), Urbano Santos (1859)                                    |
| 1860 (4) • Bueno de Paiva (1861), Nilo Peçanha (1867), Venceslau Brás (1868), Delfim Moreira (1868)             |
| 1870 (3) • Estácio Coimbra (1872), Vital Soares (1874), Melo Viana (1878)                                       |
| 1880 (1) • Nereu Ramos (1888)                                                                                   |
| 1890 (1) • Café Filho (1899)                                                                                    |
| 1900 (4) • José Maria Alkmim (1901), Pedro Aleixo (1901), Adalberto dos Santos (1905), Augusto Rademaker (1905) |
| 1910 (1) • João Goulart (1919)                                                                                  |
| 1920 (1) • Aureliano Chaves (1929)                                                                              |
| 1930 (3) • José Sarney (1930), Itamar Franco (1930), José Alencar (1931)                                        |
| 1940 (2) • Marco Maciel (1940), Michel Temer (1940)                                                             |
| 1950 (2) • Geraldo Alckmin (1952), Hamilton Mourão (1953)                                                       |

## Nascidos no mesmo ano ou data

### Mesmo ano
- Venceslau Brás e Delfim Moreira nasceram ambos em 1868.
- José Maria Alkmin e Pedro Aleixo nasceram ambos em 1901.
- Adalberto Pereira dos Santos e Augusto Rademaker nasceram ambos em 1905.
- José Sarney e Itamar Franco nasceram ambos em 1930.
- Marco Maciel e Michel Temer nasceram ambos em 1940.

### Mesma data
- Urbano Santos e Café Filho nasceram ambos dia 3 de fevereiro.
- Delfim Moreira e Geraldo Alckmin nasceram ambos dia 7 de novembro.

## Governante quando nascido
- Pedro II do Brasil (1831–1889) (14): Floriano Peixoto, Afonso Pena, Silviano Brandão, Manuel Vitorino, Rosa e Silva, Urbano Santos, Bueno de Paiva, Nilo Peçanha, Venceslau Brás, Delfim Moreira, Estácio Coimbra, Vital Soares, Melo Viana, Nereu Ramos
- Campos Sales (1898–1902) (3): Café Filho, José Maria Alkmim, Pedro Aleixo
- Rodrigues Alves (1902–1906) (2): Adalberto dos Santos, Augusto Rademaker
- Delfim Moreira (1918–1919) (1): João Goulart
- Washington Luís (1926–1930) (3): Aureliano Chaves, José Sarney, Itamar Franco
- Getúlio Vargas (1930–1945; 1951-1954) (4): José Alencar, Marco Maciel, Michel Temer, Geraldo Alckmin, Hamilton Mourão

## Vice-presidente quando nascido
- Cargo inexistente (1831–1891) (14): Floriano Peixoto, Afonso Pena, Silviano Brandão, Manuel Vitorino, Rosa e Silva, Urbano Santos, Bueno de Paiva, Nilo Peçanha, Venceslau Brás, Delfim Moreira, Estácio Coimbra, Vital Soares, Melo Viana, Nereu Ramos
- Francisco Rosa e Silva (1898–1902) (3): Café Filho, José Maria Alkimim, Pedro Aleixo
- Afonso Pena (1903–1906) (2): Adalberto dos Santos, Augusto Rademaker
- Cargo vago (1918–1919) (1): João Goulart
- Fernando de Melo Viana (1926–1930) (3): Aureliano Chaves, José Sarney, Itamar Franco
- Cargo inexistente (1930–1946) (3): José Alencar, Marco Maciel, Michel Temer
- Café Filho (1951–1954) (2): Geraldo Alckmin, Hamilton Mourão

## Local de nascimento
O estado onde mais vice-presidentes nasceram foi Minas Gerais (10), seguido por Pernambuco e Rio Grande do Sul (3) e Bahia, Maranhão, Rio de Janeiro e São Paulo (2). A única cidade na qual mais de um vice-presidente nasceu é Recife (2).
| # | Local                      | Presidentes | Qtd. |
| - | -------------------------- | --- | ---- |
| 1 | Minas Gerais               | Afonso Pena, Silviano Brandão, Bueno de Paiva, Venceslau Brás, Delfim Moreira, Melo Viana, José Maria Alkmim, Pedro Aleixo, Aureliano Chaves e José Alencar | 10   |
| 2 | Pernambuco                 | Rosa e Silva, Estácio Coimbra e Marco Maciel | 3    |
| 2 | Rio Grande do Sul          | Adalberto Pereira dos Santos, João Goulart e Hamilton Mourão                                                                                                | 3    |
| 3 | Bahia                      | Manuel Vitorino e Vital Soares | 2    |
| 3 | Maranhão                   | Urbano Santos e José Sarney | 2    |
| 3 | Rio de Janeiro             | Nilo Peçanha e Augusto Rademaker | 2    |
| 3 | São Paulo                  | Michel Temer e Geraldo Alckmin | 2    |
| 4 | Alagoas                    | Floriano Peixoto | 1    |
| 4 | Mar territorial brasileiro | Itamar Franco | 1    |
| 4 | Rio Grande do Norte        | Café Filho | 1    |
| 4 | Santa Catarina             | Nereu Ramos | 1    |